# Release muzical
Un release muzical este, un termen din industria muzicală, ce se referă la producția de creație a unui artist, disponibilă pentru vânzare sau distribuție, un termen larg, ce acoperă mai multe suporturi pentru lucrărie muzicale dar și diferitele formate în care aceasta poate fi lansată, cum ar fi: single, album, EP, videoclip, etc. Cuvântul se poate referi, de asemenea, la un eveniment de lansarea și vânzare a albumului sau single-ului în magazinele de discuri. De asemenea, o lansare de album, sau o lansare de single.
Orice release muzical are denumire, data lansării, autorul/ autorii, interpretul/ interpreții, uneori sunt trecute si numele persoanelor implicate în procesul de creare și pregătire a release-urilor muzicale (spre exemplu producătorul, inginerul de sunet sau regizorul în cazul videoclipurilor). De asemenea informație suplimentară e considerată data și locul înregistrarii (cel mai des fiind un studio).
Release-urile muzicale sunt distribuite în mare parte prin intermediul caselor discuri sau prin mijloacele și puterile proprii.
Există diferite feluri de clasificare a release-urilor muzicale:
- după numărul de interpreți pe release
- după statutul release-ului[2]
- după tipul release-ului[2]
- după formatul release-ului
- după alte caracteristici

## Numărul de interpreți
- V/A (Various Artist) — compilație cu diferiți interpreți.
- Split (engleză - a împărți) — release a doi artiști (rareori mai mulți) sub același nume, sau care conține câteva denumiri (adesea doua pentru doi artiști), în care fiecaruia din artiști îi sunt prezentate câteva compoziții.
- Collabortion (engleză - colaborare) — release, înregistrat de un muzician în colaborare cu alți interpreți/ muzicieni. În denumirea acestor tipuri de release-uri, de regulă, e trecut cuvântul featuring (cu participarea).

## Statutul release-ului
- Official — release oficial.
- Promotion — release, destinat pentru promovarea artistului. Înregistrarea publicată de același interpret se numește demo. Înregistrărilo demo li se acordată un statut special, deoarece majoritatea artiștilor nu-și includ demo-urile în discografia oficială.
- Bootleg (engleză - ilegal) — release neoficial. Lansat clandestin și ilegal, spre exemplu, ca o colecție sau înregistrare live.
- Pseudo-Release — legat de diferitele tiputi de traduceri și transliterări a titlului original a release-ului.
- Self-Released — release, lansat prin propriile eforturi ale artistului/ trupei.

## Tipul release-ului
- Single (engleză - individual) — release, destinat pentru prezentarea noilor lucrări ale artistului.
- Album (engleză - Album)
- Compilație (engleză - Compilation) — cel mai comun tip de culegeri de lucrări muzicale.
- Mixtape
- The Best of, Greatest Hits, Singles, Gold, Anthology  — tip de album ce conține o selecție de melodii.
- B-sides — tip de album ce conține piese mai puțin cunoscute sau popuare fiind opusul albumelor cu compozițiile cele mai bune.
- Rarities — album cu piese sau înregistrări rare.
- Sampler — album cu compoziții ale diferitor artiști, lansată la o singură casa de discuri.
- Soundtrack (engleză - Soundtrack, OST) — album cu piese, ce intră în coloana sonoră a vreunui film sau joc.
- Album tribut (engleză - tribut, omagi) — album, dedicat unui interpret sau trupă, ce conține cover-uri pe piesele acestora.
- Live — înregistrarea unui concert live.
- Remix (engleză - Re-mix) — o noua prelucrare a unei lucrări muzicale.
- Box set — ediție specială, de regula la aniversarea unui artist (însă nu neapărat), de obicei, în set intră patru-cinD-uri sau discuri vinil într-un ambalaj comun.
- Discografie — toate release-urile interpretului/ trupei pe CD sau DVD, adesea în format mp3.
- Rehearsal (engleză - repetiție) — înregistrări de repetiție, destinate exclusiv pentru fani, practic aceste înregistrări sunt cel mai adesea bootleguri.
- Radioshow — înregistrarea unei ediții de radioshow. De asemenea poate să conțină și înregistrări Live.
- podcasting (engleză - podcasting) — fișier audio sau video, răspândit pe Internet.
- Video
  - Interviu
  - Clip
    - Live clip
    - Anime Music Video (AMV, liter. română Video muzical animat)

  - Videosingle
  - Album de videoclip-uri
  - Concept
  - Film documentar
- Spokenword
  - Carte audio
  - Interviu

## Formatul release-ului
- LP (engleză - Long Play) — disc vinil 12"(33⅓ rpm), sau 10"(33⅓ rpm)
- EP (engleză - Extended Play) — disc vinil 12"(45 rpm), sau 7"(45 rpm)
- SP (engleză - Single Play) — disc vinil 12"(45 rpm), sau 7"(45 rpm)
- CD (engleză - Compact disc) — 5" CD (650 sau 700 Mb)
- MCD (engleză - Mini Compact disc) — 3" CD (200 Mb)
- DVD
- HD DVD — HD DVD-ul cu un singur strat are capacitatea de stocare de 15 GB, cel cu două straturi — 30 GB
- BD (engleză - Blu-ray Disc) — Discul Blu-ray cu un singur strat are capacitatea de stocare de 33 GB, cel cu două straturi poate stoca 54 GB
- MD (engleză - Mini Disc) — dispozitiv de stocare a informației magneto-optic (până la 80 de min. de audio), e nevoie de player special
- LD (engleză - Laserdisc) — disc optic cu diametrul de 30 cm (sau 12 inch — precum un disc vinil obișnuit), sunt atât cu o față cât si cu două, e nevoie de player special
- СC (engleză - Compact Cassette) — casetă audio, purtător magnetic de informație audio
- VHS (engleză - Video Home System) — casetă video, purtător magnetic de informație video
- Digital Download — distribuție digitală.
- Airplay — radiorotare (radiosingle).

## Alte caracteristici
- Deluxe edition — o ediție speciala, «consolidată», ce conține un design alternativ, și melodii suplimentare.
- Expanded edition — ediție extinsă, care conține materiale suplimentare.
- Limited edition — ediție cu un număr limitat de exemplare.
- Special edition — ediție specială, care include materiale suplimentare.
- Reissue — relansare.
- Bonus — ediție bonus.